# 짱구는 못말려 (애니메이션)
《짱구는 못말려》(일본어: クレヨンしんちゃん)은 1992년부터 현재까지 방영하고 있는 일본의 최장수 TV 시리즈 애니메이션이다. 애니메이션 제작의 제작 담당하였다. 신에이 동화작품 있다 
1992년 4월부터 현재까지『주간 액션』에 연재 중인 故 우스이 요시토의 동명 만화 시리즈 『크레용 신짱』을 원작으로 하여 제작되었다. 2002년 5월 25일 방영분부터 디지털 작화 제작으로 전환되었고, 2005년 4월 22일 방영분부터 HD로 제작되기 시작하였다. 또한 2010년 6월 11일 방영분부터 16:9 HD급 고화질로 송출을 개시하였다. 2009년 9월 11일 원작자인  우스이 요시토가 사망하였으나 원작자는 총감독을 하고 작화는 애니메이터들이 하였기 때문에 사후에도 계속 제작 중에 있다.
대한민국은 1996년에 극장판 제2작이 VHS로 출시되며 먼저 소개되었고, TV 애니메이션은 1997년에 『97 신 짱구는 못말려』란 제목으로 VHS를 통해 최초로 공개되었다. TV 방영 역시 1998년에 SBS에서 극장판이 먼저 방영되었고 이후 1999년 6월 28일부터 SBS에서 주간시트콤으로 TV 애니메이션 방영이 시작되었다. CJ ENM(구) 온미디어의 자사 어린이 채널인 투니버스는 SBS 버전을 수시로 편성한 바 있고 (1, 2, 4, 6, 7기), 일부 시리즈에 대해선 당시 판권을 SBS가 갖고 있어, 별도로 허락을 받아 방영하지 않은 부분을 더빙해 방영했다(3, 5기). 2008년 9월 29일에 투니버스가 “짱구는 못말려 8”을 단독으로 더빙하게 되면서 독점 방영권을 갖게 되었고, 이로 인해 짱구 가족을 제외한 SBS 제외 성우진가 안뽑아요 없다 성우진은 하차했고, 투니버스 성우진으로 전체 교체되었다. 이후 2014년 말~2016년 초에 과거 일본 "크레용 신짱" 스페셜분을 담은 "짱구는 못말려 X파일 (총 3 시즌)이 방영되었고 2016년 2월 "짱구는 못말려 2016 스페셜"을 방송하여 일본 "크레용 신짱"의 최신 스페셜분을 방영하였다. 또한 SBS 판권료 문제로 인해 "짱구는 못말려 7"를 재더빙하여 2016년 3월 17일 첫 방송을 시작하였다. 2017년 7월 5일, "짱구는 못말려 17"를 방송 중이다. 2016년경 4:3 비율 SD제작 방영분인 7기 ~ 10기를 16:9로 화면비율을 늘려서 HD로 재방영 하였다.
대한민국에서는 ㈜금강기획의 애니메이션 사업팀에서 아시아 지역 수출을 담당하는 일본 회사 애니메이션 인터내셔널(AI)로부터 구매하여 작품을 수입하였고,(구) ㈜금강기획에서(구) ㈜애니 컨텐츠를 자회사로 설립 후에는(구) ㈜애니 컨텐츠에서 작품을 수입하였다. 이후(구) ㈜코코 엔터프라이즈에서(구) ㈜애니 컨텐츠를 인수하여,(구) ㈜코코 엔터프라이즈에서 작품의 수입 및 라이센싱 사업을 진행하였다.(구) ㈜코코 엔터프라이즈에서는 2003년에 SBS와 계약을 체결한 후 2007년까지 작품 공급을 하다가, 2008년 9월에 CJ ENM(당시 온미디어)과 라이센스 독점 공급 계약 체결 후에 투니버스에서 작품이 편성되고 있다.

## 개요
사이타마현 카스카베 시를 배경{한국어판에서는(SBS, 투니버스 기준) 서울특별시 금천구 시흥동으로 현재는 서울특별시 (초록구 승격) 떡잎마을(떡잎동)"이라는 가명}으로 유치원생 신짱구(일본명 : 노하라 신노스케), 아빠 신영식(일본명 : 노하라 히로시), 엄마 봉미선(일본명 : 노하라 미사에), 여동생 신짱아(일본명 : 노하라 히마와리) 등과 주변 인물들이 펼친다.

## 방송 시간
| 방송 채널 | 방송 기간                         | 방송 시간                        | 비고       |
| TV 아사히 | 1992년 4월 13일 ~ 1996년 3월 18일 | 평일 월 저녁 7시 ~ 7시 30분      | (회당 3편) |
| TV 아사히 | 4월 12일 ~ 2000년 3월 17일        | 평일 금 저녁 7시 30분 ~ 8시      | (회당 3편) |
| TV 아사히 | 2000년 4월 14일 ~ 2001년 3월 16일 | 평일 금 저녁 7시 30분 ~ 7시 54분 | (회당 3편) |
| TV 아사히 | 4월 13일 ~ 2002년 3월 29일        | 평일 금 저녁 7시 30분 ~ 7시 54분 | (회당 2편) |
| TV 아사히 | 4월 20일 ~ 4월 27일               | 주말 토 저녁 7시 ~ 7시 30분      | (회당 2편) |
| TV 아사히 | 5월 4일 ~ 2003년 9월 27일         | 주말 토 저녁 7시 ~ 7시 30분      | (회당 3편) |
| TV 아사히 | 11월 8일 ~ 2004년 10월 16일       | 주말 토 저녁 7시 ~ 7시 28분      | (회당 3편) |
| TV 아사히 | 10월 22일 ~ 2019년 8월 30일       | 평일 금 저녁 7시 30분 ~ 7시 54분 | (회당 2편) |
| TV 아사히 | 2019년 10월 5일 ~ 현재            | 주말 토 오후 4시 30분 ~ 5시      | (회당 2편) |
| TV 아사히 | 2019년 10월 5일 ~ 현재            | 본방송 방영중                    | (회당 2편) |

### 대한민국
| 방송 채널 | 방송 기간                                      | 방송 시간                       | 기수      | 비고  |
| 투니버스  | 2013년 8월 1일 ~ 10월 17일                     | 평일 목 오후 7시 ~ 8시 (2회)    | 13기      |       |
| 투니버스  | 2014년 7월 15일 ~ 9월 30일                     | 평일 화 오후 7시 ~ 8시 (2회)    | 14기      |       |
| 투니버스  | 12월 4일 ~ 2015년 2월 5일                      | 평일 목 오후 7시 ~ 8시 (2회)    | X파일     | 1기   |
| 투니버스  | 4월 28일 ~ 6월 9일                             | 평일 화 오후 7시 ~ 8시 (2회)    | X파일     | 2기   |
| 투니버스  | 7월 9일 ~ 10월 1일                             | 평일 목 오후 7시 ~ 8시 (2회)    | 15기      |       |
| 투니버스  | 11월 3일 ~ 11월 24일                           | 평일 화 오후 8시 ~ 9시 (2회)    | X파일     | 3기   |
| 투니버스  | 12월 3일 ~ 2016년 1월 21일                     | 평일 목 오후 8시 ~ 9시 (2회)    | X파일     | 3기   |
| 투니버스  | 7월 25일 ~ 10월 10일                           | 평일 월 오후 6시 ~ 7시 (2회)    | 16기      |       |
| 투니버스  | 2017년 7월 5일 ~ 10월 4일                      | 평일 수, 목 오후 6시 ~ 6시 30분 | 17기      |       |
| 투니버스  | 2018년 7월 12일 ~ 10월 18일                    | 평일 목 오후 7시 ~ 8시          | 18기      |       |
| 투니버스  | 2019년 8월 19일 ~ 11월 11일                    | 평일 월 오후 7시 ~ 8시          | 19기      |       |
| 투니버스  | 2020년 8월 25일 ~ 11월 24일                    | 평일 화 오후 7시 ~ 7시 30분     | 20기      |       |
| 투니버스  | 2021년 2월 3일 ~ 3월 24일                      | 평일 수 오후 7시 ~ 7시 30분     | 20기      |       |
| 투니버스  | 4월 12일 ~ 8월 2일                             | 평일 월 오후 5시 30분           | 더 비기닝 | [ 2 ] |
| 투니버스  | 8월 17일 ~ 11월 9일                            | 평일 화 오후 7시 ~ 7시 30분     | 21기      |       |
| 투니버스  | 2022년 9월 8일 ~ 9월 22일                      | 평일 화 오후 7시 ~ 7시 30분     | 21기      |       |
| 투니버스  | 9월 29일 ~ 12월 22일                           | 평일 목 오후 8시 ~ 9시          | 22기      |       |
| 투니버스  | 2023년 8월 17일 ~ 9월 21일                     | 평일 목 오후 7시 ~ 8시          | 23기      |       |
| 투니버스  | 11월 7일 ~ 12월 19일                           | 평일 화 저녁 8시 ~ 9시          | 23기      |       |
| 투니버스  | 2024년 8월 1일 ~ 8월 29일                      | 평일 목 오후 7시 ~ 8시          | 24기      |       |
| 투니버스  | 9월 6일 ~ 9월 27일 11월 15일 ~ 2025년 1월 10일 | 평일 금 저녁 8시 ~ 9시          | 24기      |       |
| 투니버스  | 2025년 7월 25일 ~ 방송예정                     | 평일 금 오후 8시 ~ 9시          | 25기      |       |

## 등장인물

### 목소리 출연
- 박영남 - 신짱구 역
- 정선혜 - 신짱구 역 (12기)
- 강희선 - 봉미선 역 (짱구엄마), 맹구 역
- (故) 오세홍 -> 김환진 - 신영식 역 (짱구아빠)
- 최향윤 -> 소 연 -> 여민정 - 신짱아 역 (짱구 여동생)
- 마시바 마리 - 흰둥이 역
- 김정애 -> 여민정 - 김철수 역
- 김미정 -> 정혜옥 - 이훈이 역
- 한수경 -> 박은숙 -> 정유미 - 한유리 역
- 안경진 -> 임은정 -> 이용신 - 한수지, 채성아 김철수 엄마 역
- 최향윤 -> 소 연 -> 이희수 -> 한채언 - 나미리 역
- 설영범 -> 현경수 - 권지옹 역 (떡잎유치원 원장)
- 최문자 -> 한수경 -> 김정애 -> 주자영 -> 김새해 -> 이유리 -> 정혜옥 -> 임윤선 - 강말자 (떡잎유치원 부원장) 권지옹의 아내
- 김민석 -> 이재용 -> 현경수 - 액션가면 역
- 김새해 - 봉미자 역 (짱구 큰 이모)
- 김영은 - 봉미소 역 (짱구 막내 이모)
- 한수경 -> 소 연 -> 정혜옥 - 유이슬 역
- 현경수 -> 소정환  - 유쾌한 역 (이슬아빠)
- 정혜원 - 김용숙 역(붉은 장미 삼총사)
- 김율 - 박광자, 치타, 최마리 역 (붉은 장미 삼총사)
- 박리나 - 초롱이, 이은혜 역 (붉은 장미 삼총사)

## 스태프
- 원작 : (故) 우스이 요시토 『크레용 신짱』 (『주간 액션』 연재)
- 각본 : (故) 우스이 요시토
- 캐릭터 원안 : (故) 우스이 요시토
- 애니메이션 제작 : 신에이 동화
- 제작 : 신에이 동화 TV 아사히 ADK
- 저작권 : 1992~ 신에이 동화 TV 아사히 ADK All Rights Reserved.

## 한국어 더빙

### TV시리즈
- 삼성영상사업단(드림박스, 스타맥스 명의)
- ㈜새한
- ㈜아이코닉스(1996 ~ 1999)
- ㈜애니컨텐츠(1999 ~ 2000)
- ㈜코코 엔터프라이즈(2003 ~ 2007)
- (구) ㈜온미디어
- CJ ENM (2009 ~ 현재)
- 출시, 심의: ㈜태일커뮤니케이션
- 방송사 : TV시리즈 - SBS(1999 ~ 2007) / 투니버스(2001 ~ 현재)

극장판 - SBS(1998 ~ 1999) / MBC(2000 ~ 2001) / 애니원, 애니박스(2008.01.01 ~ 2017.06.30) / 재능TV(2012) / 투니버스(2017.07.01 ~ 현재)

### 극장판 영화 수입사
- 위니아전자 (VHS판)
- 대원미디어㈜(극장판, 2008.01.01 ~ 2017.06.30) 대원에게 있던 극장판 판권이 극장판 25기 까지
- CJ ENM(2017.07.01 ~ 현재) 극장판 판권이 26기 부터
- CJ ENM으로 넘어오게 되어 수입사가 별개로 분리되었던 TV애니메이션과 극장판 모두 CJ ENM이 독점하게 되었다.

### 극장판 방송사
- 투니버스(2017.07.01 ~ 현재)
- 애니원, 애니박스(2008.01.01 ~ 2017.06.30)

### 등급제
- TV시리즈 : VHS판, SBS(1999 ~ 2007) / 투니버스 (1996 ~ 2009) / (2010 ~ 현재)
- 극장판 : 애니원, 애니박스 (2009 ~ 2017) / 투니버스  및  (2018 ~ 현재)

## 방영에 대한 비판
원작이 원래 성인 대상 코미디 애니메이션의 특성상, 선정성 시비 문제로, 어린이가 보기엔 부적절한 언어 사용 문제가 계속 거론되어, 매년 일본학부모협회가 실시하는 설문 조사 결과, '아이들에게 보여주고 싶지 않은 프로' 1위를 계속 거듭했다. 또한 대한민국의 정종복 국회의원은 짱구는 못말려의 등급이 부적절 하므로, 최소한 12세 등급이여야 한다고 지적했다.
이러한 비난에도 불구하고, 일본에서 27년 넘게 꾸준히 방송되며, 최장수 프로그램 중 압도적인 시청률을 기록, 《도라에몽》과 더불어 TV 아사히의 최장수 애니메이션로 자리매김하고 있으며, 대한민국에서도 어린이와 청소년들에게 가장 인기 많은 최장수 애니메이션 중 1위로 자리매김하고 있다.

## 방송 정보
- 일본 : 1992년 4월 13일 TV 아사히를 비롯한, 아사히 방송(이하 ABC - 긴키 광역권), 나고야 TV 방송(이하 NBN - 주쿄 광역권), 규슈 아사히 방송(이하 KBC), 히로시마 홈 TV, 시즈오카 현민 방송(현 시즈오카 아사히 TV) 등 24개 ANN 지역 민방 네트워크를 통해서 전국적으로 일제히 송출을 개시하였다. (현재 시청자 등급 12세 및 15세 이상)
- 대한민국 : 1996년 극장판[8]을 비디오를 통해 처음 선보인 뒤 TV시리즈를 수입해 비디오로 발매하였다.[9] 그 뒤 1999년 SBS에서 정식으로 소개되어 방송 개시되었다. 극장판은 거의 15세 이상이고, TV시청용 짱구 시리즈는 거의 12세 이상 시청가이다.
- SBS에서는 상당수 장면이 편집되거나 삭제되어, 아예 방영하지 않은 부분도 있다. 미방영분에 대해서는 2003년 투니버스에서 별도로 더빙하여 '짱구는 못말려 3'라는 제목으로 방영하였다. 그러나 2007년까지 대한민국내 TV 방영 권한은 SBS에서 독점하고 있었기 때문에 그 이외의 방영분은 전부 SBS 방영분이었다. 공중파에서도 극장판이 방영되었는데, SBS에서 극장판인 "액션가면 VS 그래그래마왕"이라는 제목으로 1기 극장판을 방영하였다. 그외 2001년 MBC에서 극장판인 "전격! 돼지발굽 대작전"과 "폭풍을 부르는 정글"을 추석 연휴에 연달아 더빙하여 방영하였다.
- 2001년에 시범으로 짱구 1기를 편성한 투니버스는 2007년 1월 9일, 짱구의 SBS 방영 종료 이후인 2008년 9월 투니버스가 방영권을 완전히 취득하여 "짱구는 못말려 8"을 시작으로 투니버스에서 방영하고 있다. 2009년 이후에는 SBS방영분을 재방송하지 않으며 2016년 SBS에서 제작한 7기를 판권료 절감을 목적으로 CJ ENM(구 온미디어)의 애니메이션 전문 채널인 투니버스가 재더빙하였다.
- 극장판의 경우 애니메이션 제작/배급회사 대원미디어의 직영채널인 애니원/애니박스, (구) CJ미디어(현 CJ ENM) 계열사 애니메이션 채널 챔프TV(티캐스트 운영), 채널CGV를 통해 2008년 4월 21일부터 수시 편성되고 있다. (극장판의 우리말 제작은 대원방송(애니원/애니박스 운영 법인)에서 담당하였다.) 2012년 12월 25일부터는 재능TV에서도 방영되고 있다.
- SBS에서는 1999년부터 2000년까지 처음부터 신짱아가 태어난 직후까지 방영한 이후, 2003년에 신짱아가 태어난 이후의 에피소드를 방영하였고, 2005년부터 2007년까지 새로운 에피소드를 방영하다가, 2007년 1월 9일까지 와르르 맨션에서의 이야기(2002년 5월 이전 방영분 / 중기 에피소드)까지 방영한 다음, SBS에서 방영이 종료되었다.
- 짱구는 못말려 에피소드는 세 부분으로 나눌 수 있는데, 처음부터 짱아가 태어난 에피소드(1~3기, 9기 일부, 뉴 에피소드, X파일 3기 / 일본 "크레용 신짱" 1992년 4월 ~ 1996년 9월)까지를 구 에피소드, 짱아가 태어난 이후부터 와르르맨션 에피소드(4~8기, 9기 일부, X파일 2기 일부 / 일본 "크레용 신짱" 1996년 9월 ~ 2002년 5월)까지를 중기 에피소드, 새로운 집으로 돌아온 이후부터 현재(10기 이후 및 X파일 1기, 2기 일부 / 일본 "크레용 신짱" 2002년 5월 ~)까지를 신 에피소드로 나뉜다.

| 대한민국    | 대한민국 | 대한민국                          | 대한민국                                                | 대한민국                                        |
| ----------- | -------- | --------------------------------- | ------------------------------------------------------- | ----------------------------------------------- |
| 기수        | 방송사   | 방송 기간                         | 비고                                                    | 스폐셜                                          |
| 1           | SBS      | 1999년 6월 28일 ~ 12월 27일       | 크레용 신짱 1992년 ~ 1994년 방영분                      |                                                 |
| 2           | SBS      | 12월 28일 ~ 2000년 6월 27일       | 크레용 신짱 1994년 ~ 1996년 방영분                      |                                                 |
| 3           | 투니버스 | 2003년 9월 22일 ~ 11월 26일       | 크레용 신짱 1993년 ~ 1996년 방영분                      | 미방영                                          |
| 4           | SBS      | 2003년 5월 14일 ~ 10월 12일       | 크레용 신짱 1996년 ~ 1999년 방영분                      |                                                 |
| 5           | 투니버스 | 2005년 10월 26일 ~ 2006년 1월 4일 | 크레용 신짱 1996년 ~ 1999년 방영분                      | 미방영                                          |
| 6           | SBS      | 2005년 2월 23일 ~ 6월 16일        | 크레용 신짱 1998년 ~ 2000년 방영분                      |                                                 |
| 7           | SBS      | 2006년 10월 2일 ~ 2007년 1월 9일  | 크레용 신짱 2000년 ~ 2002년 방영분                      | SBS 마지막 시즌                                 |
| 7           | 투니버스 | 2016년 3월 17일                   | 크레용 신짱 2000년 ~ 2002년 방영분                      | 재더빙 화질 개선                                |
| 8           | 투니버스 | 2008년 9월 29일 ~ 11월 3일        | 크레용 신짱 2000년 ~ 2002년 방영분                      | 7기 미방영                                      |
| 9           | 투니버스 | 2009년 10월 19일 ~ 11월 23일      | 크레용 신짱 1992년 ~ 1999년 방영분 (추모특집방송)       | 1~6기 미방영                                    |
| 뉴 에피소드 | 투니버스 | 2010년 4월 14일 ~ 5월 12일        | 비디오 방영분을 재더빙 12세 이상가                      | 1~3기 미방영 화질 개선                          |
| 10          | 투니버스 | 2010년 8월 2일 ~ 11월 1일         | 크레용 신짱 2002년 ~ 2005년 방영분                      |                                                 |
| 10          | 투니버스 | 11월 2일 ~ 12월 9일               | 크레용 신짱 2002년 ~ 2005년 방영분                      |                                                 |
| 11          | 투니버스 | 2011년 8월 9일 ~ 11월 1일         | 크레용 신짱 2005년 ~ 2008년 방영분                      |                                                 |
| 12          | 투니버스 | 2012년 7월 5일 ~ 9월 6일          | 크레용 신짱 2008년 ~ 2010년 / 2002 ~ 2008년 방영분      | 10~11기 미방영                                  |
| 12          | 투니버스 | 2019년 4월 1일 ~ 7월 8일          | 크레용 신짱 2008년 ~ 2010년 / 2002 ~ 2008년 방영분      | 원래 짱구 역인 박영남 성우만 재더빙(2화는 재외) |
| 13          | 투니버스 | 2013년 8월 1일 ~ 10월 17일        | 크레용 신짱 2010년 ~ 2011년 방영분                      |                                                 |
| 14          | 투니버스 | 2014년 7월 15일 ~ 9월 30일        | 크레용 신짱 2011년 ~ 2012년 방영분                      |                                                 |
| X파일       | 투니버스 | 2014년 12월 4일 ~ 2015년 2월 5일  | 크레용 신짱 2004년 ~ 2012년 방영분                      | 스페셜                                          |
| X파일 2기   | 투니버스 | 2015년 4월 28일 ~ 2015년 6월 9일  | 크레용 신짱 2001년 ~ 2003년 방영분, 1996년 미방영 파트1 | 스페셜                                          |
| 15          | 투니버스 | 2015년 7월 9일 ~ 10월 1일         | 크레용 신짱 2012년 ~ 2013년 방영분                      |                                                 |
| X파일 3기   | 투니버스 | 2015년 11월 3일 ~ 2016년 1월 21일 | 크레용 신짱 1994년 ~ 2004년 방영분                      | 스페셜                                          |
| 2016스페셜  | 투니버스 | 2016년 2월 10일                   | 크레용 신짱 2013년 ~ 2014년 방영분                      | 스페셜                                          |
| 16          | 투니버스 | 2016년 7월 25일 ~ 10월 10일       | 크레용 신짱 2013년 ~ 2015년 방영분                      |                                                 |
| 17          | 투니버스 | 2017년 7월 5일 ~ 2017년 10월 4일  | 크레용 신짱 2015년 ~ 2017년 방영분                      |                                                 |
| 18          | 투니버스 | 2018년 7월 12일 ~ 10월 18일       | 크레용 신짱 2015년 ~ 2017년 방영분                      |                                                 |
| 19          | 투니버스 | 2019년 8월 19일 ~ 11월 11일       | 크레용 신짱 2015년 ~ 2017년 방영분                      |                                                 |
| 20          | 투니버스 | 2020년 8월 25일~ 11월 24일        | 크레용 신짱 2015년 ~ 2017년 방영분                      |                                                 |
| 20          | 투니버스 | 2021년 2월 3일 ~ 3월 24일         | 크레용 신짱 2015년 ~ 2017년 방영분                      |                                                 |
| 더 비기닝   | 투니버스 | 2021년 4월 12일 ~ 2021년 8월 2일  | 크레용 신짱 1998년 ~ 2000년 방영분                      | 6기 재더빙 화질 개선                            |
| 21          | 투니버스 | 2021년 8월 17일 ~ 11월 9일        | 크레용 신짱 2019년 ~ 방영분                             |                                                 |
| 21          | 투니버스 | 2022년 9월 8일 ~ 9월 22일         | 크레용 신짱 2019년 ~ 방영분                             |                                                 |
| 22          | 투니버스 | 2022년 9월 29일 ~12월 22일        | 크레용 신짱 2019년 ~ 방영분                             |                                                 |
| 23          | 투니버스 | 2023년 8월 17일 ~ 9월 21일        | 크레용 신짱 2019년 ~ 방영분                             |                                                 |
| 23          | 투니버스 | 2023년 11월 7일 ~ 12월 19일       | 크레용 신짱 2019년 ~ 방영분                             |                                                 |
| 24          | 투니버스 | 2024년 8월 1일 ~ 2025년 1월 10일  | 크레용 신짱 2019년 ~ 방영분                             |                                                 |
| 25          | 투니버스 | 2025년 7월 25일 ~                 | 크레용 신짱 2019년 ~ 방영분                             |                                                 |

- SBS에서 방영당시 짱구(신노스케)의 엉덩이 춤(편집 및 보호자의 시청 지도 조치, 삭제, 민·형사상 고발 조치), 귀에 바람 부는 행동(보호자의 시청 지도 조치, 삭제, 민·형사상 고발 조치), 코끼리 춤(삭제 사유 : 성적 문란, 민·형사상 고발 조치) 등 선정성 시비 문제가 많다는 항의가 간접적으로 거론 되어, 선정적인 장면이 있는 에피소드는 방영이 아예 불가능 이거나 해당 부분을 삭제해서 법에 저촉되는 부분도 있었다. 방영 초반엔, 일부분 삭제가 되다가 엉덩이 춤은 덧칠{흰색이나 바지색(노란색)}을 하여 내보내고, 귀에 바람 부는 행동은 삭제가 되는 경우도 있고, 안 되는 경우도 있다. 코끼리 춤은 선정성 및 모방 위험 우려 등 문제의 소지가 많기 때문에 계속 삭제되었다. 어린이들이 보기엔 모방 위험의 우려가 많아 삭제되는 사유가 된다.
- 짱구는 못말려 9기는 1~6기에 방영되지 않은 일부 에피소드와 3,5기의 일부 에피소드가 방영되었다. (원작자 추모특집방송)
- 짱구는 못말려 뉴에피소드는 비디오로 방영된 부분이나 1~3기의 미방영분이 국내에서 공개하지 않은 일부분이 100% 디지털 방식으로 재더빙되었다.
- 짱구는 못말려 12기 후반부는 10기 ~ 12기 전반부에 해당되는 부분의 미방영분이 방영되었다.
- 짱구는 못말려 X파일은 일본 "크레용 신짱" 2004년 ~ 2012년의 스페셜 방영분이 방영되었다.
- 짱구는 못말려 X파일 2기는 일본 "크레용 신짱" 2001년 ~ 2003년의 스페셜 방영분이 방영되었고, 1996년의 미방영분도 1화 방영되었다.
- 짱구는 못말려 X파일 3기는 일본 "크레용 신짱" 1990년대 ~ 2000년대 초반 스페셜 방영분이 방영되었다.
- 짱구는 못말려 2016 스페셜은 일본 "크레용 신짱" 2013년 ~ 2015년 스페셜 방영분이 방영되었다.
- 2016년 3월 17일 투니버스에서 짱구는 못말려 7기를 재더빙하여 첫 재방송을 시작하였다. 기존 7기와 동일하게, 에피소드 제목, 순서, 대사, 성우는 달라졌지만 큰차이는 없다.

### OST

#### 오프닝

##### 일본
| 기수 | 제목                                        | 시작 에피소드                                       | 종료 에피소드                                      | 노래                                               |
| ---- | ------------------------------------------- | --------------------------------------------------- | -------------------------------------------------- | -------------------------------------------------- |
| 1    | 동물원은 힘들어                             | 제 1화 1992년 4월 13일                              | 제 21화 1992년 9월 21일                            | TUNE 'S                                            |
| 2    | 꿈의 끝은 언제나 잠을 깨게 한다             | 제 22화 1992년 10월 12일                            | 제 57화 1993년 7월 5일                             | B.B. 퀸즈                                          |
| 3    | 나는야 인기인                               | 스페셜 2 1993년 4월 5일 스페셜 3 1993년 7월 12일    | 스페셜 10 1995년 9월 25일                          | 야지마 아키코 (짱구 역), 나라하시 미키 (봉미선 역) |
| 4    | 파카포로 GO!                                | 제 161화 1995년 10월 9일                            | 스페셜 13 1996년 9월 27일                          | 야지마 아키코 (짱구 역)                            |
| 5    | 연중몽중 I Want You                         | 제 203화 1996년 10월 11일                           | 스페셜 20 1998년 4월 17일                          | Puppy                                              |
| 6    | 날아라 날아라 누나                          | 제 270화 1998년 4월 24일                            | 제 352화 2000년 4월 28일                           | 야지마 아키코 (짱구 역), 액션가면                  |
| 7    | 안돼안돼의 노래                             | 제 353화 2000년 4월 14일                            | 제 458화 2003년 1월 11일                           | 야지마 아키코 (짱구 역), 나라하시 미키 (봉미선 역) |
| 8    | PLEASURE                                    | 제 459화 2003년 1월 18일                            | 스페셜 45 2004년 10월 16일                         | 카하라 토모미                                      |
| 9    | 흔들흔들 DE-O!                              | 제 509화 2004년 10월 22일 제 604화 2007년 7월 6일   | 제 594화 2007년 2월 22일 제 681화 2009년 10월 16일 | 야지마 아키코 (짱구 역)                            |
| 10   | 흔들흔들 DE-O! 2007 - 크레용 프랜즈 Version | 제 595화 2007년 3월 9일                             | 제 603화 2007년 6월 22일                           | 야지마 아키코 (짱구 역), AKB48                     |
| 11   | 해피해피                                    | 제 682화 2009년 10월 23일                           | 제 708화 2010년 7월 30일                           | 벡키                                               |
| 12   | HEY BABY!                                   | 제 709화 2010년 8월 6일                             | 제 724화 2011년 1월 28일                           | 코다 쿠미                                          |
| 13   | T.W.L                                       | 제 725화 2011년 2월 4일                             | 제 747화 2011년 10월 28일                          | 칸쟈니∞                                            |
| 14   | 희망산맥                                    | 제 748화 2011년 11월 4일                            | 제 783화 2012년 9월 14일                           | 이동복도주행대                                     |
| 15   | 너에게 100%                                 | 제 784화 2012년 10월 19일 제 943화 2017년 10월 13일 | 제 937화 2017년 7월 7일 제 969화 2018년 6월 29일   | 캬리 파뮤파뮤, 야지마 아키코 (짱구 역)             |
| 16   | 나는야 인기인 - 25th MIX -                  | 제 938화 2017년 8월 4일                             | 제 942화 2017년 9월 15일                           | 야지마 아키코 (짱구 역), 나라하시 미키 (봉미선 역) |
| 17   | 머스켓                                      | 제 970화 2018년 7월 6일                             | 제 1050화 2020년 9월 26일                          | 유즈                                               |
| 18   | 슈퍼스타                                    | 제 1051화 2020년 10월 3일                           | 미정                                               | 케츠메이시                                         |

- 영화가 상영 중일 경우(4~5월), 영화의 주제가가 방영된다

##### 한국
|   | 곡명               | 적용 기수                                       | 노래 | 원본 영상(일본)                                      |
| - | ------------------ | ----------------------------------------------- | --- | ---------------------------------------------------- |
| 1 | 짱구는 못말려      | 짱구는 못말려 1기 ~ 3기                         | 이수영, 곽종우, 김지현, 강혜미, 심상현                                                                   | 동물원은 힘들어 크레용 신짱 1992년 오프닝            |
| 1 | 짱구는 못말려      | 짱구는 못말려 4기 ~ 6기                         | 이수영, 곽종우, 김지현, 강혜미, 심상현                                                                   | 연중몽중 I want you 크레용 신짱 1996년~1998년 오프닝 |
| 2 | 나는야 인기인      | 짱구는 못말려 7기 ~ 9기                         | 박영남 (짱구 역) 강희선 (봉미선 역)                                                                      | 나는 인기인 크레용 신짱 1993년~1995년 오프닝         |
| 2 | 나는야 인기인      | 짱구는 못말려 뉴 에피소드                       | 박영남 (짱구 역) 강희선 (봉미선 역)                                                                      | 연중몽중 I want you 크레용 신짱 1996년~1998년 오프닝 |
| 3 | 흔들흔들 에~오!    | 짱구는 못말려 10기 ~ 14기, 재더빙 7기           | 박영남 (짱구 역), 선호제, 김국진, 소정환, 강호철                                                         | 흔들흔들 DE-O! 크레용 신짱 2004년~2009년 오프닝      |
| 3 | 흔들흔들 에~오!    | 짱구는 못말려 10기 ~ 14기, 재더빙 7기           | 정선혜 (짱구 역), 강희선 (봉미선, 맹구 역), 여민정 (철수, 짱아 역), 정유미, 정혜옥 (짱구의 친구들)(12기) | 흔들흔들 DE-O! 크레용 신짱 2004년~2009년 오프닝      |
| 4 | Hey baby           | 짱구는 못말려 X파일 1기 ~ 3기, 15기, 2016스페셜 | 이용신 (채성아, 수지 역)                                                                                 | Hey Baby! 크레용 신짱 2010년~2011년 오프닝           |
| 5 | 부리부리 댄스 파티 | 짱구는 못말려 16기 ~ 24기                       | 노라조 내레이션 - 박영남 (짱구 역), 시영준 (부리부리 용사, 신공식 역)                                    | 투니버스 자체 제작(작화, 영상감독은 일본이 담당함)   |

#### 엔딩

##### 일본
엔딩은 노래가 단축된 적이 있었고, 엔딩 테마가 없었던 적도 있었다. 현재는 엔딩이 없으며, 미니 코너가 방영 중이다. 2013년 10월 18일부터 "동서남북 벗겨 호이!" 코너가 방영 중이다.
- "엄마와의 약속 조항(랩)"(초기 버전)은 한 번만 1993년 특별판에서 삽입곡으로 사용되었다.
- "짱구의 징글벨 93"은 1993년 크리스마스 스페셜로 쓰였다.
- "동물원은 힘들어"는 초기 스페셜에서 여러 번 사용되었다.
- 극장판 공개시기에 극장판 주제가가 사용되었고, 또한 과거의 극장판 주제가가 스페셜에서 사용되었다.
- 2012년 7월 6일부터 2012년 9월 14일까지 '나의 명곡 베스트 셀렉션'으로 과거의 오프닝과 엔딩을 당시의 영상과 함께 방영되었다.

|    | 제목                                   | 시작 에피소드             | 종료 에피소드              | 노래                                               |
| -- | -------------------------------------- | ------------------------- | -------------------------- | -------------------------------------------------- |
| 1  | 노래를 부르자                          | 제 1화 1992년 4월 13일    | 제 21화 1992년 9월 21일    | 대사 MAN 브라더즈 밴드                             |
| 2  | 솔직해지고 싶어                        | 제 22화 1992년 10월 12일  | 제 57화 1993년 7월 5일     | 요네무라 유미                                      |
| 3  | 왜일까?                                | 스페셜 3 1993년 7월 12일  | 제 99화 1994년 5월 30일    | 사쿠라코 클럽 사쿠라 구미                          |
| 4  | 짱구 선창                              | 제 100화 1994년 6월 6일   | 제 112화 1994년 8월 29일   | 유코, 야지마 아키코 (짱구 역)                      |
| 5  | 파티조나 대작전                        | 제 113화 1994년 9월 5일   | 스페셜 10 1995년 9월 25일  |                                                    |
| 6  | REGGAE                                 | 제 161화 1995년 10월 9일  | 제 188화 1996년 5월 24일   | KOTONE                                             |
| 7  | 짱구 선창 ~ 나와 함께 춤춰요 ~         | 제 189화 1996년 6월 7일   | 스페셜 13 1996년 9월 27일  | 야지마 아키코 (짱구 역), 미나미 하루오             |
| 8  | BOYS BE BRAVE ~소년이여 용기를 가져라~ | 제 203화 1996년 10월 11일 | 스페셜 17 1997년 10월 10일 | 오쿠이 아키                                        |
| 9  | 달빛이 살포시 내리는 밤                | 제 249화 1997년 10월 17일 | 제 297화 1998년 11월 20일  | 시내 나나미                                        |
| 10 | 좋아좋아 ♡ 마이 걸                     | 제 298화 1998년 11월 27일 | 제 352화 2000년 3월 17일   | L' luvia                                           |
| 11 | 오늘은 데이트                          | 제 353화 2000년 4월 14일  | 제 397화 2001년 5월 25일   |                                                    |
| 12 | 전체적으로 좋아요                      | 제 398화 2001년 6월 1일   | 스페셜 33 2002년 9월 28일  | 셰키돌                                             |
| 13 | 엄마와의 약속 조항                     | 제 452화 2002년 11월 2일  | 스페셜 43 2004년 10월 16일 | 야지마 아키코 (짱구 역), 나라하시 미키 (봉미선 역) |
| 14 | 개미의 노래                            | 제 509화 2004년 10월 22일 | 스페셜 46 2005년 12월 16일 | 야나와라바                                         |
| 15 | OLA!!                                  | 제 850화 2015년 2월 6일   | 제 862화 2015년 5월 29일   | 유즈                                               |
| 16 | 친구여~앞으로도 계속                   | 제 938화 2017년 8월 4일   | 제 942화 2017년 9월 15일   |                                                    |

##### 한국
|   | 곡명          | 적용 기수                                              | 노래                                   | 원본 영상 (일본)                               |
| - | ------------- | ------------------------------------------------------ | -------------------------------------- | ---------------------------------------------- |
| 1 | 말썽쟁이 짱구 | 짱구는 못말려 1기 ~ 2기                                | 이수영, 곽종우, 김지현, 강혜미, 심상현 | 노래를 부르자 크레용 신짱 1992년 엔딩          |
| 2 | 말썽쟁이 짱구 | 짱구는 못말려 3기 ~ 6기                                | 이수영, 곽종우, 김지현, 강혜미, 심상현 | 파리죠나 대작전 크레용 신짱 1994년~1995년 엔딩 |
| 3 | 개미의 노래   | 짱구는 못말려 7,8,10기 ~ 14기, 재더빙 7기              | 정영희                                 | 개미의 노래 크레용 신짱 2004년~2005년 오프닝   |
| 3 | 개미의 노래   | 짱구는 못말려 9기, 뉴 에피소드                         | 정영희                                 | 파리죠나 대작전 크레용 신짱 1995년 엔딩        |
| 4 | 해피해피      | 짱구는 못말려 X파일 1기 ~ 3기, 15기 ~ 24기, 2016스페셜 | 김영은 (봉미소 역)                     | 해피해피 크레용 신짱 2009년~2010년 오프닝      |

### 시작 타이틀 변천 과정
- 1기 ~ 2기 중반 (SBS 일부, 투니버스, 퀴니) : 일본판 2기 오프닝인 "夢のENDはいつも目覺まし!"와 일본판 3기 오프닝인 "나는 인기인"의 장면을 사용하였다.
- 2기 후반 (SBS 일부, 투니버스, 퀴니) : 그 에피소드의 주요 장면을 사용하였다.
- 3기, 5기, 8기, 9기 (투니버스) : 짱구는 못말려의 캐릭터 사진이 있는 배경화면을 사용하였다.
- 4기, 6기, 7기 (SBS 일부, 투니버스) : 일본판 5기 오프닝인 "연중몽중 I Want You"의 하늘 배경을 사용하였다.
- 6기 (SBS 일부, 투니버스) : 1997년~2002년 일본 크레용 신짱 타이틀 배경을 약간 짙게 하여 사용하였다.
- 8기 일부, 뉴에피소드 (투니버스) : 짱구가 실제로 아이들과 함께한 화면이 사용되었다.
- 10기 (투니버스) : 스케치북과 크레파스의 배경을 사용하였다.
- 11기 (투니버스) : 색깔있는 배경과 과일무늬가 있는 타이틀 화면을 사용하였다.
- 12기 ~ 19기, X파일 1~2기, 재더빙 7기 (투니버스) : 장난감으로 쌓인 배경을 사용하였다. 12기에는 CG효과가 없었다가 13기 ~ 19기, X파일 1~2기, 재더빙 7기에는 CG효과가 존재했으며 16기에는 글씨체가 바뀌였고 CG효과가 사라졌다.
- X파일 3기, 2016 스페셜 (투니버스) : X가 그려진 배경을 사용하였다.

### 아이캐치 변천 과정
한국판 짱구는 못말려 시리즈 같은 경우 4, 6기(SBS), 11기를 제외하고 아이캐치를 잘쓰지 않는다. 하지만 과거 미방영분을 보여주는 짱구는 못말려 X파일 시리즈에는 아이캐치가 존재하며 영상에 따라 일본에서는 언제 방영되었는지 추측할 수 있다.
- 11기, X파일 1기, 스페셜2016 : 짱구의 표정을 이용한 영상이 사용되었다. (일본 "크레용 신짱" 2005년~2013년 사용, 현재는 아이캐치 미사용)
- 4, 6기(SBS), X파일 1기, X파일 2기, X파일 3기 : 짱구, 짱아, 흰둥이가 언덕 위에 앉아 있고, 짱아가 넘어지거나 흰둥이가 짖거나 짱구가 짱아, 흰둥이와 함께 노래하는 영상이 사용되었다. (일본 "크레용 신짱" 1997년~2005년 사용)
- X파일 3기 : X를 이용한 영상(X앞에 서 있는 모습이나 X를 드는 모습 등)이 사용되었다. 아이캐치의 음악도 추가되었다. (일본 "크레용 신짱" 1992년~1997년 사용, 일본에서는 X대신에 히라가나와 영어를 표기)

## 애니메이션 특징
- 짱구가 훈이네 집에 방문할 때 : 짱구가 훈이네 집을 방문할 때 항상 훈이네 집 건너편 집에다 대고 훈이 이름을 부른다. 간혹 유리네 집에서 훈이를 찾기도 해 유리 엄마를 화나게 한다.
- 애니메이션 속 패러디 : 에피소드에서 사격(간이 사격장이나 다트 등을 할때)이 나오는 에피소드는 고르고 13의 주요 대사나 인물의 모습 (짱구아빠/히로시)가 고르고 13의 모습으로 바뀐다. 또한, 와르르 맨션의 형사 2명의 장면은 후지TV의 '춤추는 대수사선'의 아오시마, 와쿠 형사를 (짱구가 아따맘마집에 인터뷰를 하기 위해 등장. 이때 효과음도 짱구 효과음)
- 도라에몽과의 관계 : 짱구가 도라에몽과 진구를 따라한 장면이 에피소드에 있다.
- 연예인 이름 패러디 : 김희성(김희선), 장동곤(장동건), 원반(원빈), 전주현(전지현), 양희운(양희은), 소주섭(소지섭), 소년시대(소녀시대), 원더걸스카웃(원더걸스), 강우빈(김우빈), 차시원(차승원), 조용팔(조용필), 배용진(배용준), 빅벙(빅뱅), 미테(코요태), 앵두(자두, god(god), UM(UN), 핑콜(핑클), S.U.S.(S.E.S), 윤도팔 밴드(윤도현 밴드), 전지훈(주지훈), 너훈아(나훈아), 백신혜(박신혜), 진세경(진세연), 진세경(신세경), 방탄청년단, 우르(쿨) 등의 인물 또는 그룹을 슬쩍 한두글자 바꿀 때도 있다. (유재석과 송은이, 박태환, 유혜정은 실명으로 나옴)

### 삽입곡
- 현철 봉선화 연정 : 1기 '짱구의 무용교실'편에서 테이프 뒷면 삽입곡으로 사용.
- 김종찬 사랑이 저만치 가네 : 4기 '나미리 선생님! 데이트 하던 날' 편에서 나미리 선생님이 라디오로 틀었던 노래로 사용.
- 윤도현 사랑했나봐 : 6기 '나미리 선생님 사랑의 결말' 편에서 삽입곡으로 사용.
- 양희은 네 꿈을 펼쳐라 : 6기 '엄마와 아빠의 과거 (1)' 편에서 삽입곡으로 사용.
- 송골매 어쩌다 마주친 그대 : 6기 '엄마와 아빠의 과거 (2)' 편에서 짱구 엄마와 양미숙이 부르는 노래로 사용.
- 이박사 영맨 (YMCA) : 6기 '엄마와 아빠의 과거 (2)' 편에서 짱구 아빠가 부르는 노래로 사용.
- 해바라기 비둘기집 : 7기 '꿈의 저택' 편에서 삽입곡으로 사용.
- 사랑과 평화 울고싶어라 : 5기 '연날리기는 즐거워요' 편에서 대학생의 슬픔을 대변하는 장면에 사용.
- 산다라박 KISS : 9기 '스키장에서 길을 잃었어요' 편에서 스키장의 배경음악으로 사용.
- 에이트 심장이 없어 : 9기 '짱아의 행동이 이상해졌어요' 편에서 짱아가 짝사랑하던 청년이 여자친구가 있다는 사실을 알고 틀은 노래.
- 카라 미스터 : 9기 '짱아를 데리고 쇼핑을 해요' 편에서 백화점의 배경음악으로 사용.
- 에일리 보여줄게 : X파일 2기 '가족이나 다름없어요'편에서 삽입곡으로 사용.
- 싸이 강남스타일 : X파일 2기 '짱구는 마법사예요' 편에서 짱구가 인간 세계로 내려갈 때 짱구의 탈것에 달린 라디오에서 흘러나오는 노래.
- 버즈 가시 : X파일 2기 짱구가 모험을 떠날때 삽입곡으로 사용.
- 거북이 빙고: X파일 2기 짱구재롱잔치로 틀었던 노래.
- 유승찬 그대를 사랑합니다 : X파일 3기 14화 '엄마 아빠도 풋풋한 시절이 있었어요' 편에서 삽입곡으로 사용.
- 장윤정 꽃 : X파일 3기 17화 '맥주는 어른이 마시는 거에요' 편에서 짱구가 라디오로 틀었던 노래로 사용.
- S.E.S 달리기 (원곡 : 노땐스의 달리기) : X파일 3기 11화 '우정의 릴레이를 해요' 편에서 운동회때 흘러나오던 노래로 사용.
- Puppy 연중몽중 I want you (일본판) : 8기 '엄마가 아빠한테 비밀 얘기를 해요' 편에서 편의점의 배경음악으로 사용.
- 김영은 (성우) 해피해피 (원곡 : Becky♪#의 ハピハピ (해피해피)) : X파일 3기 17화 '외국인에게 길을 안내해요' 편에서 햄버거 가게의 배경음악으로 사용.
- 이용신 Hey Baby! (원곡 : 코다 쿠미의 Hey Baby!) X파일 3기 17화 '외국인에게 길을 안내해요' 편에서 햄버거 가게의 배경음악으로 사용.
- 권성희 나성에 가면 : 더 비기닝 16화 '엄마와 아빠의 결혼 이야기 (전편)'에서 짱구 엄마와 양미숙이 부르는 노래로 사용.
- 이박사 영맨 (YMCA) : 더 비기닝 16화 '엄마와 아빠의 결혼 이야기 (전편)'에서 짱구 아빠가

## 극장판
- 짱구는 못말려 극장판: 액션가면 VS 그래그래 마왕

(일본어: 映画クレヨンしんちゃんアクション仮面VSハイグレ魔王)	혼고 미츠루	1993년 7월 24일	VHS 출시 : 1996년
SBS : 1999년 9월 23일
챔프TV : 2008년 4월 21일
- 2	짱구는 못말려 극장판: 부리부리 왕국의 보물

(일본어: 映画クレヨンしんちゃんブリブリ王国の秘宝)	하라 케이이치	1994년 4월 23일	VHS 출시 : 1995년
SBS : 1999년 2월 15일
챔프TV : 2008년 4월 28일
- 3	짱구는 못말려 극장판: 흑부리 마왕의 야망

(일본어: 映画クレヨンしんちゃん雲黒斎の野望)	혼고 미츠루	1995년 4월 15일	챔프TV : 2008년 5월 9일
- 4	짱구는 못말려 극장판: 핸더랜드의 대모험

(일본어: 映画クレヨンしんちゃんヘンダーランドの大冒険)	혼고 미츠루	1996년 4월 13일	VHS 출시 : 1997년
SBS : 1999년 9월 24일
챔프TV : 2008년 5월 15일
- 5	짱구는 못말려 극장판: 암흑마왕 대추적

(일본어: 映画クレヨンしんちゃん暗黒タマタマ大追跡)	하라 케이이치	1997년 4월 19일	비디오 출시 : 2000년
챔프TV : 2008년 5월 19일
- 6	짱구는 못말려 극장판: 전격! 돼지발굽 대작전

(일본어: 映画クレヨンしんちゃん電撃！ブタのヒヅメ大作戦)	하라 케이이치	1998년 4월 18일	비디오 출시 : 2000년
MBC : 2001년 10월 1일
챔프TV : 2008년 5월 26일
- 7	짱구는 못말려 극장판: 폭발! 온천 부글부글 대작전

(映画クレヨンしんちゃん爆発！温泉わくわく大決戦／クレしんパラダイス！メイド・イン・埼玉)	하라 케이이치	1999년 4월 17일	비디오 출시 : 2000년
투니버스 : 2003년
챔프TV : 2008년 6월 2일
- 8	짱구는 못말려 극장판: 폭풍을 부르는 정글

(일본어: 映画クレヨンしんちゃん嵐を呼ぶジャングル)	하라 케이이치	2000년 4월 22일	비디오 출시 : 2001년
MBC : 2001년 10월 2일
챔프TV : 2008년 6월 9일
- 9	짱구는 못말려 극장판: 어른 제국의 역습

(일본어: 映画クレヨンしんちゃん嵐を呼ぶモーレツ！オトナ帝国の逆襲)	하라 케이이치	2001년 4월 21일	챔프TV : 2008년 6월 16일
- 10	짱구는 못말려 극장판: 태풍을 부르는 장엄한 전설의 전투

(일본어: 映画クレヨンしんちゃん嵐を呼ぶアッパレ！戦国大合戦)	하라 케이이치	2002년 4월 20일	챔프TV : 2008년 6월 23일
- 11	짱구는 못말려 극장판: 태풍을 부르는 영광의 불고기 로드

(일본어: 映画クレヨンしんちゃん嵐を呼ぶ栄光のヤキニクロード)	미즈시마 츠토무	2003년 4월 19일	챔프TV : 2008년 6월 30일
- 12	짱구는 못말려 극장판: 폭풍을 부르는 석양의 떡잎마을 방범대

(일본어: 映画クレヨンしんちゃん嵐を呼ぶ！夕陽のカスカベボーイズ)	미즈시마 츠토무	2004년 4월 17일	챔프TV : 2008년 7월 7일
- 13	짱구는 못말려 극장판: 부리부리 3분 대작전

(일본어: 映画クレヨンしんちゃん伝説を呼ぶブリブリ3分ポッキリ大進撃)	무토 유지	2005년 4월 16일	챔프TV : 2008년 7월 14일
- 14	짱구는 못말려 극장판: 전설을 부르는 춤을 춰라, 아미고!

(일본어: 映画クレヨンしんちゃん伝説を呼ぶ踊れ！アミーゴ！)	무토 유지	2006년 4월 15일	챔프TV : 2008년 7월 21일
- 15	짱구는 못말려 극장판: 태풍을 부르는 노래하는 엉덩이 폭탄!

(일본어: 映画クレヨンしんちゃん嵐を呼ぶ歌うケツだけ爆弾！)	무토 유지	2007년 4월 21일	극장개봉 : 2009년 9월 24일
챔프TV : 2010년 10월 10일
- 16	짱구는 못말려 극장판: 엄청난 태풍을 부르는 금창의 용사

(일본어: 映画クレヨンしんちゃんちょー嵐を呼ぶ金矛の勇者)	혼고 미츠루	2008년 4월 19일	챔프TV : 2011년 10월 22일
- 17	짱구는 못말려 극장판: 포효하라! 떡잎 야생왕국

(일본어: 映画クレヨンしんちゃんオタケベ！カスカベ野生王国)	시기노 아키라	2009년 4월 18일	챔프TV : 2011년 11월 11일
- 18	짱구는 못말려 극장판: 초시공! 태풍을 부르는 나의 신부

(일본어: クレヨンしんちゃん 超時空！嵐を呼ぶオラの花嫁)	시기노 아키라	2010년 4월 17일	극장개봉 : 2011년 5월 5일
챔프TV : 2011년 12월 24일
- 19	짱구는 못말려 극장판: 태풍을 부르는 황금 스파이 대작전

(일본어: 映画クレヨンしちゃん嵐を呼ぶ黄金のスパイ大作戦)	마스이 소우이치  2011년 4월 16일	 극장개봉 : 2012년 4월 26일
챔프TV : 2012년 9월 5일
재능TV : 2012년 12월 25일
- 20	짱구는 못말려 극장판: 태풍을 부르는 나와 우주의 프린세스

(일본어: 映画クレヨンしんちゃん 嵐を呼ぶ!オラと宇宙のプリンセス)	마스이 소우이치	2012년 4월 14일	극장개봉 : 2013년 4월 25일
챔프TV : 2013년 9월 21일
재능TV : 2013년 10월 3일
- 21	짱구는 못말려 극장판: 엄청 맛있어! B급 음식 서바이벌!

(일본어: 映画クレヨンしんちゃんバカうまっ！ Ｂ級グルメサバイバル！！)	하시모토 마사카즈	2013년 4월 20일	극장개봉 : 2014년 4월 3일
챔프TV : 2014년 7월 26일
재능TV : 2014년 9월 8일
- 22	짱구는 못말려 극장판: 정면승부! 로봇아빠의 역습

(일본어: 映画クレヨンしんちゃん　ガチンコ！逆襲のロボとーちゃん)	타카하시 와타루	2014년 4월 19일	극장개봉 : 2015년 4월 23일
챔프TV : 2015년 8월 10일
재능TV : 2015년 9월 28일
- 23	짱구는 못말려 극장판: 나의 이사 이야기 선인장 대습격

(일본어: 映画クレヨンしんちゃん オラの引越し物語 サボテン大襲撃)	하시모토 마사카즈	2015년 4월 18일
극장개봉 : 2016년 1월 7일
재능TV : 2016년 5월 6일
애니원 : 2016년 5월 17일
챔프TV : 2016년 5월 20일
- 24	짱구는 못말려 극장판: 폭풍수면! 꿈꾸는 세계 대돌격

(일본어: 映画クレヨンしんちゃん 爆睡！ユメミーワールド大突撃)	타카하시 와타루	2016년 4월 16일
극장개봉 : 2017년 1월 25일 개봉
재능TV : 준비중
챔프TV : 2017년 6월 17일
- 25	짱구는 못말려 극장판: 습격!! 외계인 덩덩이

(일본어: 映画クレヨンしんちゃん: 襲来!! 宇宙人シリリ)	하시모토 마사카즈	2017년 4월 15일	극장개봉 : 2017년 7월 20일 개봉
투니버스 : 2018년 8월 8일
- 26	짱구는 못말려 극장판: 아뵤! 쿵후 보이즈 ~라면대란~

(일본어: 映画クレヨンしんちゃん: 爆盛！カンフーボーイズ ～拉麺大乱～ )	타카하시 와타루	2018년 4월 13일	극장개봉 : 2018년 12월 19일 개봉
투니버스 : 2019년 10월 14일
- 27	짱구는 못말려 극장판: 신혼여행 허리케인 ~잃어버린 히로시~

(일본어: 映画クレヨンしんちゃん: 新婚旅行ハリケーン 〜失われたひろし〜)	하시모토 마사카즈2019년 4월 19일	극장 개봉: 2020년 8월 20일
- 28	짱구는 못말려 극장판: 격돌! 낙서 왕국과 대강 네 명의 용사

(일본어: 映画クレヨンしんちゃん: 激突! ラクガキングダムとほぼ四人の勇者)	쿄고쿠 타카히코 극장 개봉: 2020년 9월 11일

## 스핀오프작

### 신-맨
짱구는 못말려 20주년을 기념하여 방영된 스핀오프작이다.

## 같이 보기
- 짱구는 못말려
- 신짱구
- 신짱아
- 봉미선
- 신영식